# Las Parcelas, Veracruz
Las Parcelas är en ort i Mexiko.   Den ligger i kommunen Colipa och delstaten Veracruz, i den sydöstra delen av landet, 260 km öster om huvudstaden Mexico City. Las Parcelas ligger 207 meter över havet och antalet invånare är 101.
Terrängen runt Las Parcelas är lite kuperad. Runt Las Parcelas är det ganska tätbefolkat, med 100 invånare per kvadratkilometer. Närmaste större samhälle är Misantla, 14,1 km väster om Las Parcelas. I omgivningarna runt Las Parcelas växer huvudsakligen savannskog.